# Beren Saat
Beren Saat (Ankara, 26 febbraio 1984) è un'attrice turca, nota sia per le serie televisive sia in produzioni cinematografiche.

## Biografia
Principalmente nota e premiata come attrice televisiva (Hatırla Sevgili, Aşk-ı Memnu, Fatmagül'ün Suçu Ne?, İntikam e Muhteşem Yüzyıl: Kösem i suoi lavori più importanti), tra il 2008 e il 2014 è stata l'attrice più pagata in Turchia.
Conosciuta anche per le numerose attività filantropiche, dal 2014 è sposata con il cantante Kenan Doğulu.

## Filmografia parziale

### Cinema
- Güz Sancısı, regia di Tomris Giritlioğlu (2009)
- Gecenin Kanatları, regia di Serdar Akar (2009)
- Toy Story 3 - La grande fuga (Oyuncak Hikayesi 3), regia di Lee Unkrich (2010) - voce
- Gergedan Mevsimı, regia di Bahman Ghobadi (2012)
- Cesur (2012)
- Benim Dünyam, regia di Uğur Yücel (2013)
- Minions (Minyonlar), regia di Kyle Balda, Pierre Coffin (2015) - voce
- Ultima chiamata per Istanbul, regia di Gönenç Uyanık (2023)

### Televisione
- Askimizda Ölüm Var - Show TV, (2004)
- Aska Sürgün - serie TV, (2005-2006)
- Hatirla Sevgili - serie TV, (2006-2008)
- Ask-I Memnu - serie TV, (2008-2010)
- Fatmagül'ün Suçu Ne? - serie TV, (2010-2012)
- intikam - serie TV, (2013-2014)
- Il secolo magnifico: Kösem - serie TV, (2015-2017)
- The Gift - serie TV, (2019-2021)